# Nasaréerevangeliet
Nasaréerevangeliet är ett apokryfiskt evangelium som till stor del bygger på Matteusevangeliet. Det är troligen skrivet i Syrien. Det är bevarat endast i fragment, och anses skrivet någon gång på 100-talet e.Kr. Det ansluter teologiskt till de synoptiska evangelierna. Nasaré - egentligen någon från Nasaret - var en tidig benämning för kristna.